# Colobothea tristis
Colobothea tristis là một loài bọ cánh cứng trong họ Cerambycidae.